# Военное министерство Бразилии
Военное министерство Бразилии было создано в 1815 году. Создание военного министерства дало большую автономию бразильским вооруженным силам по отношению к Португалии и способствовало централизации всех бразильских сухопутных вооруженных сил под одной властью.
Министерство позже было переименовано в Министерство Армии.

## Штаб-квартиры министерства
- Штаб-квартира Область аккламации в Рио-де-Жанейро, с 1906 года
- Штаб-квартира на площади Республики в Рио-де-Жанейро, с 1941 года
- Дворец Дуке де Кашиас в Рио-де-Жанейро, до 1971 года, в настоящее время известно как Министерство обороны.